# Dean Thomas
Dean Thomas este un personaj fictiv din romanele scrise de J.K. Rowling. În ecranizările romanelor, Dean Thomas este interpretat de actorul Alfred Enoch.

## Descriere
Dean este un baiat de culoare mai inchisa, cu părul creț și ochii negri.
Dean este colegul de cameră al lui Harry, fan al echipelor de vâjthaț (deși nu joacă în echipa Cercetașilor). La ore, de multe ori vorbește cu voce tare întrerupându-și profesorii și îndrăznește să le zică în față ce nu le place la ei. E total împotriva examenelor pentru trecerea clasei. Este bun prieten cu Harry. Îl incurajeaza și îl ajută când are nevoie de el. In anul al cincilea de studiu, el se numara printre putinii care in sustin pe Harry. Face parte si din Armata lui Dumbledore. Dean mai este și un mare glumeț.